# Campeonato Mundial de Esquí Alpino de 1932
El II Campeonato Mundial de Esquí Alpino se celebró en la localidad alpina de Cortina d'Ampezzo (Italia) en 1933 bajo la organización de la Federación Internacional de Esquí (FIS) y la Federación Italiana de Esquí.

## Resultados

### Masculino
| Evento    | Oro                           | Plata                   | Bronce                        |
| --------- | ----------------------------- | ----------------------- | ----------------------------- |
| Descenso  | Gustav Lantschner · Austria · | David Zogg · Suiza ·    | Otto Furrer · Suiza ·         |
| Eslalon   | Friedl Däuber Alemania        | Otto Furrer · Suiza ·   | Hans Hauser · Austria ·       |
| Combinado | Otto Furrer · Suiza ·         | Hans Hauser · Austria · | Gustav Lantschner · Austria · |

### Femenino
| Evento    | Oro                        | Plata                          | Bronce                      |
| --------- | -------------------------- | ------------------------------ | --------------------------- |
| Descenso  | Paula Wiesinger · Italia · | Inge Wersin · Austria ·        | Hady Lantschner · Austria · |
| Eslalon   | Rösli Streiff · Suiza ·    | Durell Sale Barker Reino Unido | Doreen Elliot Reino Unido   |
| Combinado | Rösli Streiff · Suiza ·    | Inge Wersin · Austria ·        | Hady Lantschner · Austria · |

## Medallero
| Núm. | País        | Oro | Plata | Bronce | Total |
| ---- | ----------- | --- | ----- | ------ | ----- |
| 1    | Suiza       | 3   | 2     | 1      | 6     |
| 2    | Austria     | 1   | 3     | 4      | 8     |
| 3    | Alemania    | 1   | 0     | 0      | 1     |
|      | Italia      | 1   | 0     | 0      | 1     |
| 5    | Reino Unido | 0   | 1     | 1      | 2     |
|      | TOTAL       | 6   | 6     | 6      | 18    |